# Mrdice
Mrdice (též Mrtice) byla tvrz ležící na Trstenické stezce, severně od Heřmanova Městce. V zemských deskách trhových je zmínka ze 7. října roku 1325 o rozdělení majetku Heřmana z Mrtic. Dnes z ní zůstaly jen nepatrné zbytky zdiva, její archeologické stopy jsou chráněny jako kulturní památka České republiky.

## Fotogalerie

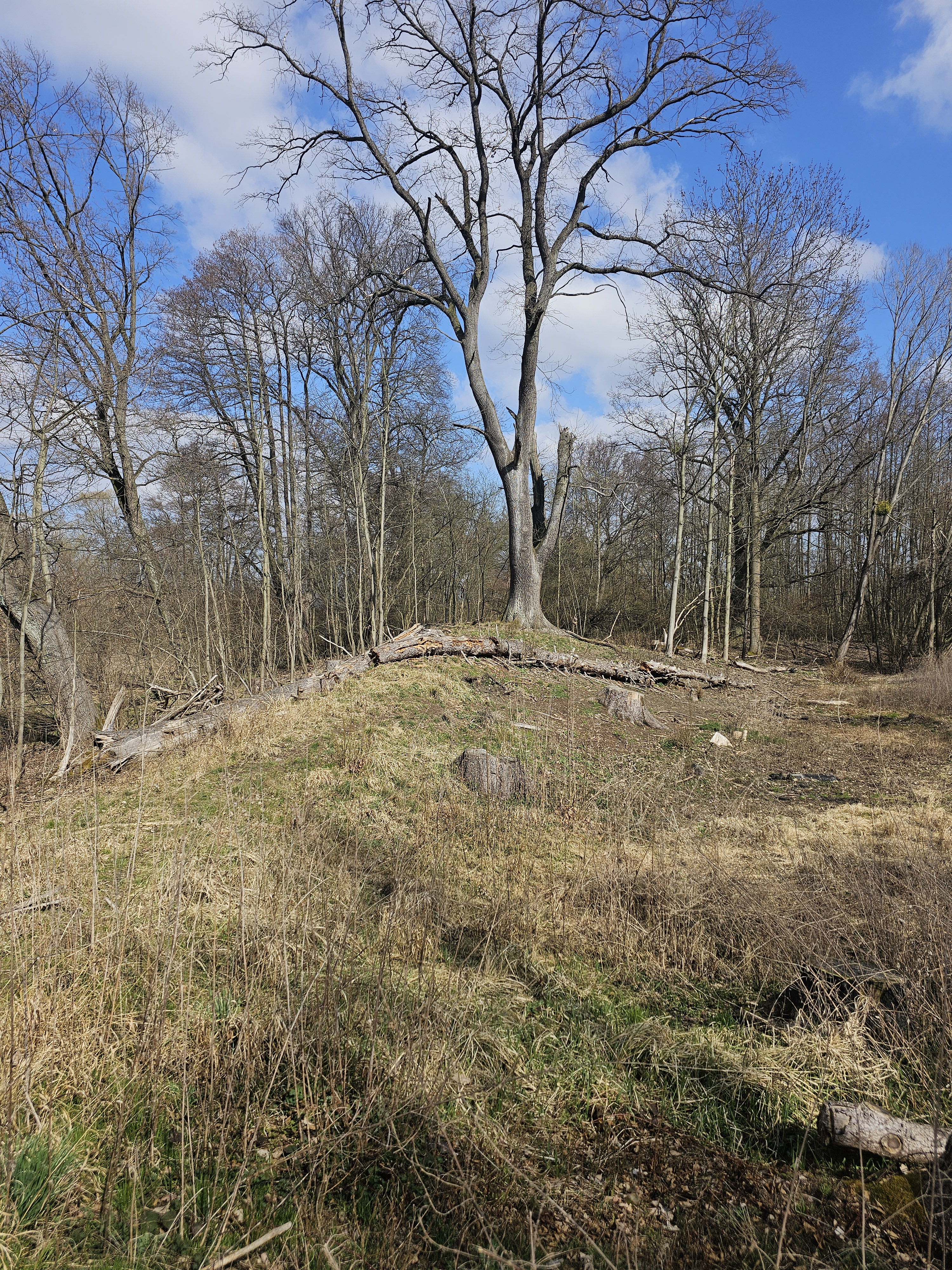
valy zaniklé tvrze Mrdice - stav březen 2025
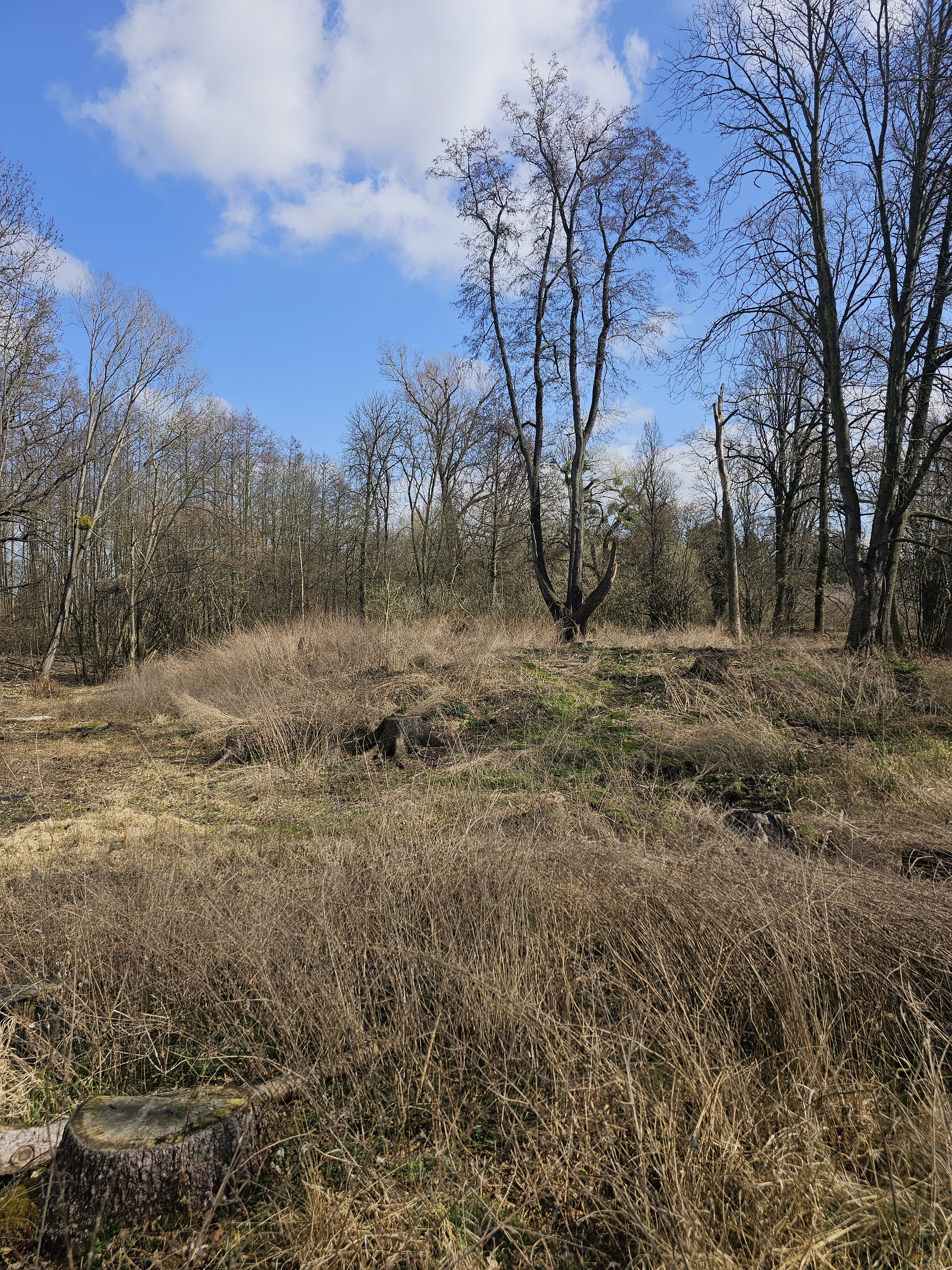
akropole zaniklé tvrze Mrdice - stav březen 2025
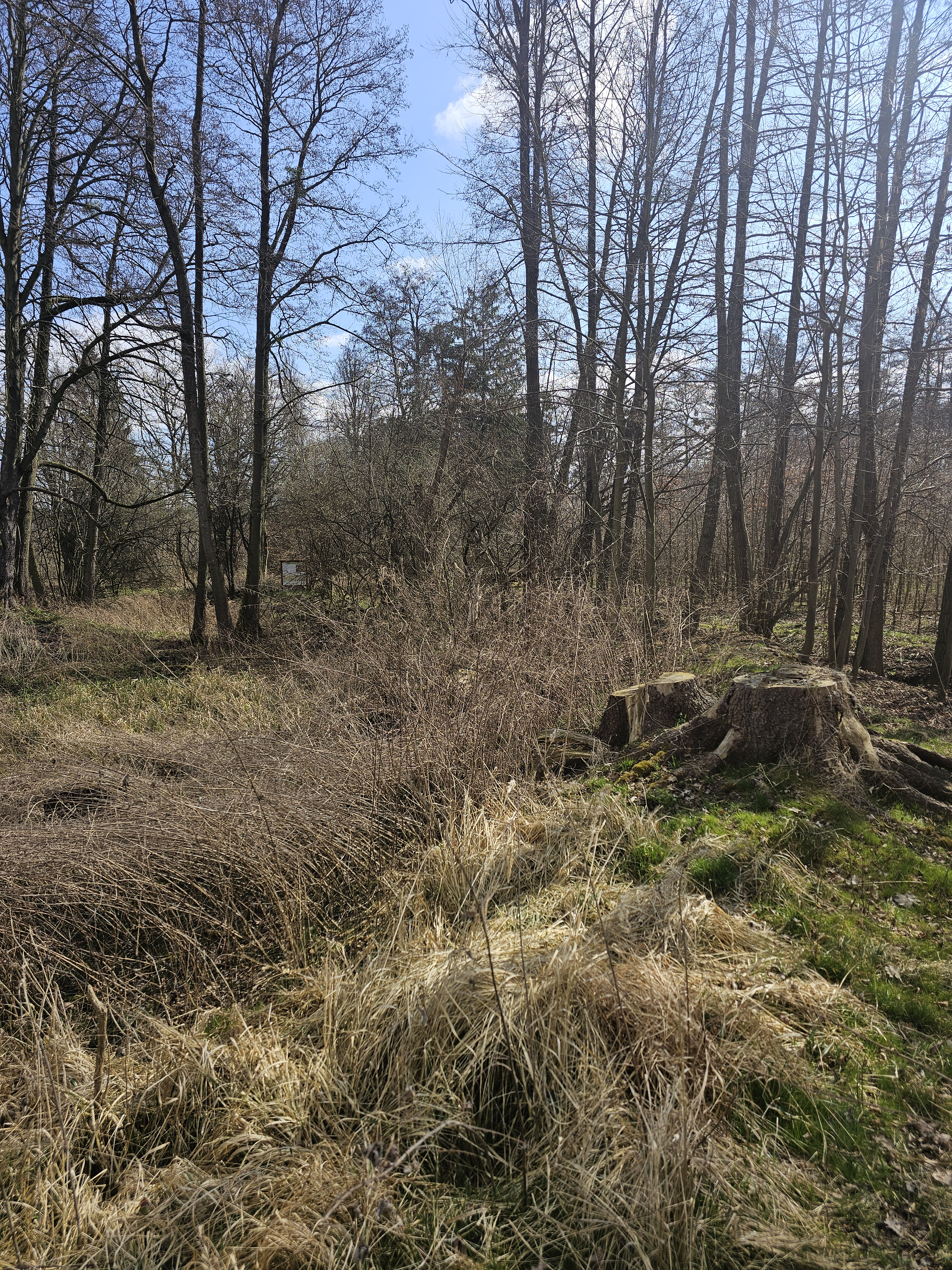
valy zaniklé tvrze Mrdice - stav březen 2025
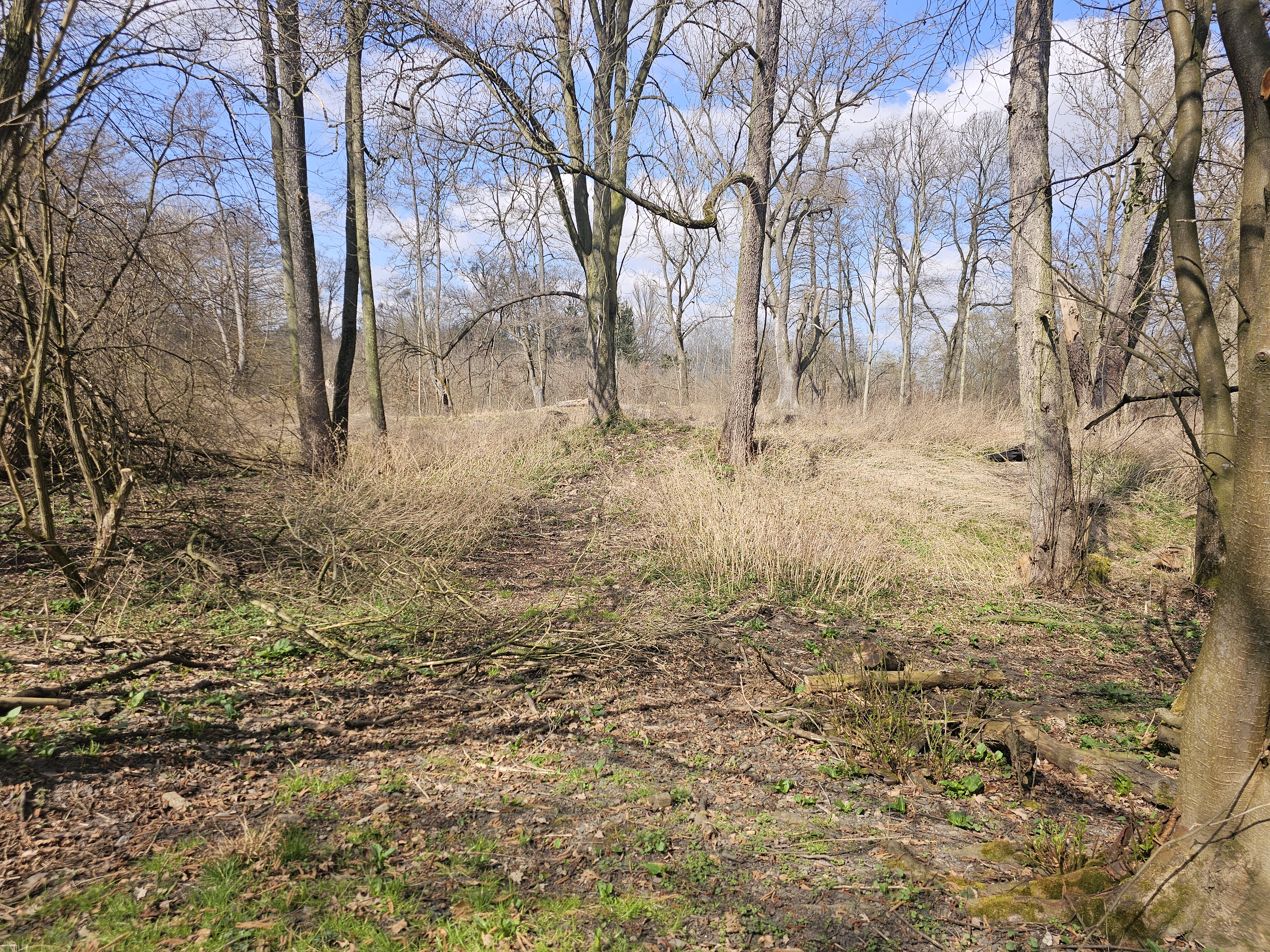
valy zaniklé tvrze Mrdice - stav březen 2025